# قائمة الهاتريك في كأس القارات

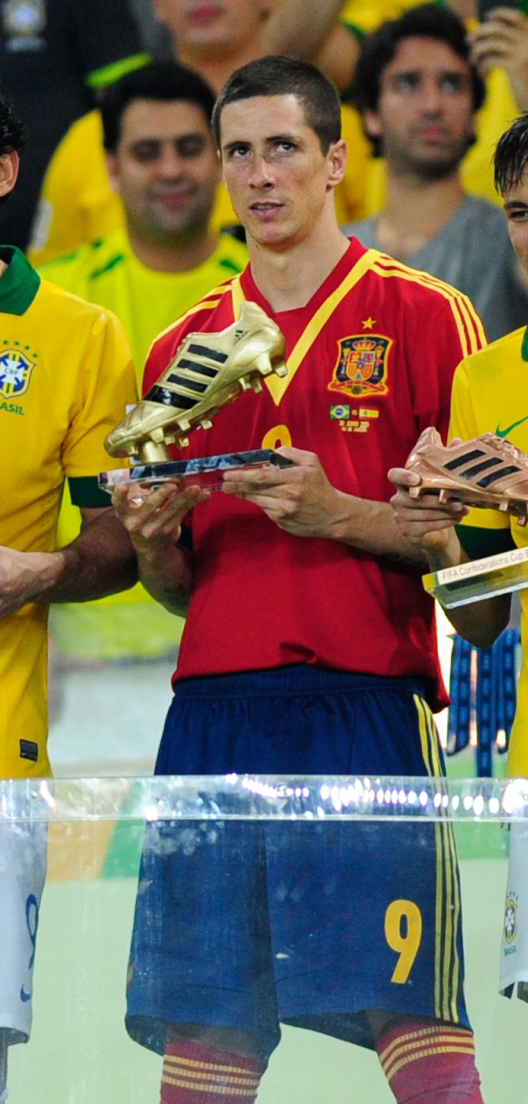
فرناندو توريس هو اللاعب الوحيد الذي أستطاع تسجيل هاتريك مرتين في نسختين مختلفتين من البطولة.

هذه المقالة ستتناول موضوع الهاتريك في جميع منافسات كأس القارات. الهاتريك في عالم كرة القدم هو أن يقوم اللاعب بتسجيل ثلاثة أهداف يسجلها اللاعب في مباراة واحدة، من الملاحظ أن تسجيل هاتريك في كأس القارات أمر نادر الحدوث، حيث تم تسجيل 12 هاتريكات في 108 مباراة من خلال 8 بطولات تم لعبها لغاية الآن.

## القائمة
تعني أن اللاعب سجل 4 أهداف
| #  | اللاعب                 | توقيت الأهداف        | مع         | النتيجة | ضد        | البطولة | الدور       | المكان                        | التاريخ        | م.     |
| -- | ---------------------- | -------------------- | ---------- | ------- | --------- | ------- | ----------- | ----------------------------- | -------------- | ------ |
| 1  | فلاديمير شميتسر        | 42'، 68'، 71'        | التشيك     | 6–1     | الإمارات  | 1997    | المجموعات   | ملعب الملك فهد الدولي، الرياض | 17 ديسمبر 1997 | [ 1 ]  |
| 2  | رونالدو                | 15'، 27'، 59' (ر.ج.) | البرازيل   | 6–0     | أستراليا  | 1997    | النهائي     | ملعب الملك فهد الدولي، الرياض | 21 ديسمبر 1997 | [ 2 ]  |
| 3  | روماريو                | 38'، 53'، 75'        | البرازيل   | 6–0     | أستراليا  | 1997    | النهائي     | ملعب الملك فهد الدولي، الرياض | 21 ديسمبر 1997 | [ 2 ]  |
| 4  | كواوتيموك بلانكو       | 12'، 19'، 68'، 77'   | المكسيك    | 5–1     | السعودية  | 1999    | المجموعات   | ملعب أزتيكا، المكسيك          | 25 يوليو 1999  | [ 3 ]  |
| 5  | مرزوق العتيبي          | 8'، 34'، 78'، 85'    | السعودية   | 5–1     | مصر       | 1999    | المجموعات   | ملعب أزتيكا، المكسيك          | 29 يوليو 1999  | [ 4 ]  |
| 6  | رونالدينيو             | 11'، 65'، 90+2'      | البرازيل   | 8–2     | السعودية  | 1999    | نصف النهائي | ملعب خاليسكو، غوادالاخارا     | 1 أغسطس 1999   | [ 5 ]  |
| 7  | لوسيانو فيغيروا        | 12'، 53'، 89'        | الأرجنتين  | 4–2     | أستراليا  | 2005    | المجموعات   | ملعب ماكس مورلوك، نورنبرغ     | 18 يوليو 2005  | [ 6 ]  |
| 8  | فرناندو توريس          | 6'، 14'، 17'         | إسبانيا    | 5–0     | نيوزيلندا | 2009    | المجموعات   | ملعب رويال بافوكينغ، روستنبرغ | 14 يونيو 2009  | [ 7 ]  |
| 9  | نامدي أودمادي          | 10'، 26'، 76'        | نيجيريا    | 6–1     | تاهيتي    | 2013    | المجموعات   | ملعب مينيراو، بيلو هوريزونتي  | 17 يونيو 2013  | [ 8 ]  |
| 10 | فرناندو توريس (الثاني) | 5'، 33'، 57'، 78'    | إسبانيا    | 10–0    | تاهيتي    | 2013    | المجموعات   | ملعب ماراكانا، ريو دي جانيرو  | 20 يونيو 2013  | [ 9 ]  |
| 11 | دافيد فيا              | 39'، 49'، 64'        | إسبانيا    | 10–0    | تاهيتي    | 2013    | المجموعات   | ملعب ماراكانا، ريو دي جانيرو  | 20 يونيو 2013  | [ 9 ]  |
| 12 | أبل هرناندز            | 2'، 24'، 45+1'، 67'  | الأوروغواي | 8–0     | تاهيتي    | 2013    | المجموعات   | أرينا سيداد دا كوبا، ريسيفي   | 23 يونيو 2013  | [ 10 ] |

## الإحصائيات

### أرقام قياسية
- أول هاتريك
  - فلاديمير سميتشر لاعب منتخب التشيك ضد مرمى منتخب الإمارات في بطولة كأس القارات 1997.
- آخر هاتريك
  - أبل هرناندز لاعب منتخب الأوروغواي ضد مرمى منتخب تاهيتي في بطولة كأس القارات 2013.
- أسرع هاتريك
  - سجله فرناندو توريس لاعب منتخب إسبانيا في 17 دقيقة ضد منتخب نيوزيلندا في بطولة كأس القارات 2009.
- أكثر المنتخبات استقبالا للهاتريك
  - 4 مرات:منتخب تاهيتي ( جميعها في كأس القارات 2013).
  - 3 مرات:منتخب إستراليا ( مرتان في كأس القارات 1997 و مرة وحيدة كأس القارات 2005).
- أكثر المنتخبات تسجيلا للهاتريك
  - 3 مرات: منتخب البرازيل ( مرتان في كأس القارات 1997 و مرة وحيدة في كأس القارات 1999).
  - 3 مرات: منتخب إسبانيا ( مرة في كأس القارات 2009 و مرتان في كأس القارات 2013).
- أكثر البطولات تسجيلا للهاتريك
  - 4 مرات:' كأس القارات 2013.
  - 3 مرات:' كأس القارات 1997 وكأس القارات 1999.
- البطولات التي لم يُسجّل فيها هاتريك
  - كأس القارات 2001، كأس القارات 2003 وكأس القارات 2017.

### ملخص
| المنتخب    | عدد تسجيل الهاتريك |
| ---------- | ------------------ |
| البرازيل   | 3                  |
| إسبانيا    | 3                  |
| التشيك     | 1                  |
| المكسيك    | 1                  |
| السعودية   | 1                  |
| الأرجنتين  | 1                  |
| نيجيريا    | 1                  |
| الأوروغواي | 1                  |
| المجموع    | 12                 |

| المنتخب   | عدد إستقبال الهاتريك |
| --------- | -------------------- |
| تاهيتي    | 4                    |
| أستراليا  | 3                    |
| السعودية  | 2                    |
| الإمارات  | 1                    |
| مصر       | 1                    |
| نيوزيلندا | 1                    |
| المجموع   | 12                   |

| البطولة | عدد الهاتريك |
| ------- | ------------ |
| 1997    | 3            |
| 1999    | 3            |
| 2001    | 0            |
| 2003    | 0            |
| 2005    | 1            |
| 2009    | 1            |
| 2013    | 4            |
| 2017    | 0            |
| المجموع | 12           |